# Mike Göbel
Mike Göbel (* 30. Januar 1971) ist ein ehemaliger deutscher Fußballspieler.

## Sportlicher Werdegang
Göbel spielte beim SV Schwarz-Rot Neustadt, mit dem er 1993 in die Oberliga Nordost aufstieg. Nachdem er 1994 bei einem Probetraining beim FC St. Pauli überzeugt hatte, wechselte er nach Hamburg und spielte als Vertragsamateur fortan für die Amateurmannschaft des Kiezklubs in der Oberliga Nord. Als Torschützenkönig der Spielzeit 1994/95 führte er diese zur Meisterschaft in der Staffel Hamburg/Schleswig-Holstein und damit in die drittklassige Regionalliga Nord.
Nachdem Göbel bereits zeitweise mit der Profimannschaft trainiert hatte, spielte er in der Spielzeit 1996/97 unter Trainer Klaus-Peter Nemet dreimal für den FC St. Pauli in der Bundesliga. Nach dem Abstieg in die 2. Bundesliga spielte er unter den Trainern Eckhard Krautzun und dessen Nachfolger an November des Jahres, Gerhard Kleppinger, keine Rolle mehr und kam nur noch bei den Amateuren zum Einsatz. Er wechselte dann im Sommer 1998 zu Holstein Kiel und spielte später noch für den 1. SC Norderstedt, FC Altona 93 im höherklassigen norddeutschen Amateurfußball. 2003 kehrte er zum SV Schwarz-Rot Neustadt zurück, später engagiert er sich als Trainer bei diversen Amateurklubs der Region. Parallel begann er mit dem Eishockeyspielen bei den Dossebären in der mecklenburgischen Amateurliga.
Hauptberuflich arbeitet Göbel als Busfahrer.